# Melanagromyza bidenticola
Melanagromyza bidenticola är en tvåvingeart som beskrevs av Sehgal 1971. Melanagromyza bidenticola ingår i släktet Melanagromyza och familjen minerarflugor.
Artens utbredningsområde är Alberta. Inga underarter finns listade i Catalogue of Life.